# Retie
Retie (fr. Réthy, Rethy) – miejscowość i gmina (gemeente) w Belgii, w Regionie Flamandzkim, w prowincji Antwerpia, w okręgu Turnhout. 1 stycznia 2024 roku liczyła 11 867 mieszkańców.

## Demografia
- Źródła: NIS, od 1806 do 1981= według spisu; od 1990 liczba ludności w dniu 1 stycznia

1 stycznia 2024 całkowita populacja Retie liczyła 11 867 osób. Łączna powierzchnia gminy wynosi 48,50  km², co daje gęstość zaludnienia 245 mieszkańców na km².

## Podział administracyjny
W skład gminy nie wchodzi żadna dzielnica (deelgemeente).